# Bannière bleue à bordure
La bannière bleue à bordure (chinois simplifié : 镶蓝旗 ; chinois traditionnel : 鑲藍旗 ; pinyin : xiāng lán qí, par opposition à la bannière bleue (ou bannière bleue régulière) est une des huit bannières divisant les troupes militaires sous la dynastie Qing. Elle se termine en 1911, lors de la révolution Xinhai qui fait tomber la Chine impériale et voit débuter la République de Chine (1912-1949).

## Principales divisions
Elle comprend :
- Bannière mandchoue bleue à bordure
- Bannière han bleue à bordure
- Bannière mongole bleue à bordure
- Bannière auxiliaire bleue à bordure